# Snowboard ai III Giochi olimpici giovanili invernali
Le gare di snowboard dei III Giochi olimpici giovanili invernali si sono svolte a Leysin e Villars-sur-Ollon, in Svizzera, dal 18 al 22 gennaio 2020.

## Podi

### Ragazzi
| Evento          | Oro              | Punteggio   | Argento       | Punteggio     | Bronzo        | Punteggio     |
| Slopestyle      | Dusty Henricksen | 96,33 pt.   | Liam Gill     | 85,33 pt.     | Nick Pünter   | 66,33 pt.     |
| Halfpipe        | Ruka Hirano      | 97,33 pt.   | Kaishu Hirano | 95,66 pt.     | Liam Brearley | 82,00 pt.     |
| Big air         | Ryoma Kimata     | 195,00 pt.  | Aoto Kawakami | 191,75 pt.    | Liam Brearley | 183,25 pt.    |
| Snowboard cross | Valerio Jud      | Valerio Jud | Niels Conradt | Niels Conradt | Álvaro Romero | Álvaro Romero |

### Ragazze
| Evento          | Oro            | Tempo      | Argento           | Tempo          | Bronzo            | Tempo       |
| Slopestyle      | Evy Poppe      | 94,00 pt.  | Melissa Peperkamp | 91,75 pt.      | Bianca Gisler     | 78,25 pt.   |
| Halfpipe        | Mitsuki Ono    | 95,33 pt.  | Manon Kaji        | 85,33 pt.      | Berenice Wicki    | 81,33 pt.   |
| Big air         | Hinari Asanuma | 172,50 pt. | Annika Morgan     | 160,50 pt.     | Melissa Peperkamp | 150,00 pt.  |
| Snowboard cross | Josie Baff     | Josie Baff | Margaux Herpin    | Margaux Herpin | Anouk Dörig       | Anouk Dörig |

### Misti
All'evento misto hanno partecipato atleti di snowboard e di freestyle
| Evento                        | Oro                                                           | Argento                                                                   | Bronzo                                                               |
| Ski-Snowboard cross a squadre | Svizzera Anouk Dörig Marie Krista Valerio Jud Robin Tissières | Russia Anastasia Privalova Mariia Erofeeva Evgeniy Genin Andrei Gorbachev | Germania Lilith Kuhnert Nina Walderbach Niels Conradt Sebastian Veit |